# Primer toc
Primer toc és un programa radiofònic d'esports que s'ha emès a l'emissora RAC 1 històricament de 19:00 a 21:00, de dilluns a divendres, on es fa anàlisi i tertúlia sobre l'esport català. Actualment, s'emet de 14:30 a 15:00 cada dia i el dirigeix i condueix Aleix Parisé, de dilluns a dijous, i els divendres, dissabtes i diumenges ho fa Albert Ferran. Entre els seus col·laboradors es troben o s'hi han trobat Joan Maria Pou, Julio Salinas, Marc Guillén, Toni Padilla, Gemma Herrero, Oriol Domènech, Josep Maria Minguella, Rafa Cabeleira, Gerard Autet, Gemma Montero, Marc Mundet, Albert Ferrer, Quim Salvador, Miguel Rico. Segons l'Estudi General de Mitjans de la temporada 2011 – 2012, Primer toc tenia 127.000 oients.
El 2000 va agafar-ne la direcció Xavier Bosch i estava presentat per Joan Maria Pou, posteriorment per Raül Llimós i per acabar Aleix Parisé. A partir de la temporada 2016-2017, amb el nou format, Raül Llimós va tornar a agafar-ne la direcció fins que va deixar l'emisora i el va tornar a dirigir Aleix Parisé.